# Ecosimia
ECOSIMIA wł. (hiszp.) Ecosistema es Responsabilidad Mia, poprzednio znany jako SINTRAL to Lokalny System Wymiany i Handlu (LETS) będący alternatywnym systemem walutowym Ekwadoru. Powstał w ramach Fundación Educativa Pestalozzi w 1992 w ramach alternatywnego projektu uniwersyteckiego w Tumbaco. W przypadku tego systemu wiele grup z całego Ekwadoru utworzyło krajową sieć wymiany dóbr i usług.
ECOSIMIA pozwala na wymianę towarową bez użycia oficjalnej waluty i obecnie jest dostępna w 13 prowincjach Ekwadoru. Transakcje są dokonywane z pewną wartością numeryczną notowaną na czekach. Kopia czeku trafia do lokalnego banku, który pełni rolę społecznej pamięci grupy. Wartość transakcji ma wartość czysto statystyczną. W systemie nie występuje dług i nie można żądać ekwiwalentu wartości wyrażonej na czeku. 
Począwszy od 2000 sytuacja ekonomiczna większości ludzi w Ekwadorze pogorszyła się w następstwie dolaryzacji, czyli wprowadzenia dolara amerykańskiego jako lokalnej waluty. W czasie kryzysu Mauricio Wild (współtwórca fundacji Fundación Educativa Pestalozzi) zaproponował stworzenie zdecentralizowanej sieci grup wymiany towarowej w całym kraju. Grupy te rozwinęły się w szczególności na obszarach wiejskich. obecnie funkcjonuje około 140 grup w systemie ECOSIMIA.